# Ramon Módol i Piñol
Ramon Módol i Piñol (Montoliu de Lleida, 31 d'agost de 1919 - Palma, 16 de maig de 1999) fou un futbolista català de la dècada de 1940.

## Trajectòria
Fou durant molts anys jugador destacat del CE Manresa. L'any 1943 ingressà al FC Barcelona, on romangué durant tres temporades. Amb el Barcelona només disputà amistosos, principalment amb l'equip B, essent cedit, primer al RCD Mallorca, i després al Girona FC. L'any 1946 fitxà pel CE Sabadell, on visqué la seva millor etapa, jugant quatre temporades al club, tres d'elles a primera divisió, amb 79 partits disputats. Finalitzà la seva carrera novament al Manresa.
El 21 de març de 1948 disputà un partit amb la selecció de Catalunya, enfrontat a una selecció de la ciutat de Barcelona.